# 曼奈岛
曼奈岛，是位于泰国罗勇府格靈縣格兰镇海岸的一座小岛。该岛是曼群岛（由曼奈岛、Koh Man Klang和Koh Man Nok三座小岛构成）中最大且距离海岸最近的岛屿。该岛面积约131莱，是诗丽吉王后海龟保护中心的所在地。